# Pápua Új-Guinea a 2020. évi nyári olimpiai játékokon
Pápua Új-Guinea a japán Tokióban megrendezett 2020. évi nyári olimpiai játékok egyik részt vevő nemzete. Az országot 5 sportágban 8 sportoló képviseli.

## Atlétika
Női
| Versenyző      | Versenyszám    | Selejtező | Selejtező | Döntő    | Döntő    |
| Versenyző      | Versenyszám    | Eredmény  | Helyezés  | Eredmény | Helyezés |
| -------------- | -------------- | --------- | --------- | -------- | -------- |
| Rellie Kaputin | Női távolugrás | 6,40 m    | 19.       | kiesett  | kiesett  |

## Ökölvívás
Férfi
| Versenyző | Versenyszám | Selejtező           | Nyolcaddöntő      | Negyeddöntő       | Elődöntő          | Döntő             | Helyezés |
| Versenyző | Versenyszám | Ellenfél Eredmény   | Ellenfél Eredmény | Ellenfél Eredmény | Ellenfél Eredmény | Ellenfél Eredmény | Helyezés |
| --------- | ----------- | ------------------- | ----------------- | ----------------- | ----------------- | ----------------- | -------- |
| John Ume  | Könnyűsúly  | Garside (AUS) · 0–5 | kiesett           | kiesett           | kiesett           | kiesett           | kiesett  |

## Súlyemelés
Férfi
| Versenyző  | Versenyszám | Szakítás | Lökés  | Összesen | Helyezés |
| ---------- | ----------- | -------- | ------ | -------- | -------- |
| Morea Baru | 61 kg       | 118 kg   | 147 kg | 265 kg   | 10.      |

Női
| Versenyző | Versenyszám | Szakítás | Lökés | Összesen | Helyezés |
| --------- | ----------- | -------- | ----- | -------- | -------- |
| Dika Toua | 49 kg       | 72 kg    | 95 kg | 167 kg   | 10.      |

## Úszás
Férfi
| Versenyző      | Versenyszám | Előfutam | Előfutam | Elődöntő | Elődöntő | Döntő   | Döntő    |
| Versenyző      | Versenyszám | Idő      | Hely.    | Idő      | Hely.    | Idő     | Helyezés |
| -------------- | ----------- | -------- | -------- | -------- | -------- | ------- | -------- |
| Ryan Maskelyne | 200 m mell  | 2:15,33  | 32.      | kiesett  | kiesett  | kiesett | kiesett  |

Női
| Versenyző     | Versenyszám | Előfutam | Előfutam | Elődöntő | Elődöntő | Döntő   | Döntő    |
| Versenyző     | Versenyszám | Idő      | Hely.    | Idő      | Hely.    | Idő     | Helyezés |
| ------------- | ----------- | -------- | -------- | -------- | -------- | ------- | -------- |
| Judith Meauri | 50 m gyors  | 27,56    | 53.      | kiesett  | kiesett  | kiesett | kiesett  |

## Vitorlázás
| Versenyző     | Versenyszám      | Futam | Futam | Futam | Futam | Futam | Futam | Futam | Futam | Futam | Futam | Futam   | Pontszám | Helyezés |
| Versenyző     | Versenyszám      | 1     | 2     | 3     | 4     | 5     | 6     | 7     | 8     | 9     | 10    | É       | Pontszám | Helyezés |
| ------------- | ---------------- | ----- | ----- | ----- | ----- | ----- | ----- | ----- | ----- | ----- | ----- | ------- | -------- | -------- |
| Te'ariki Numa | Férfi laser      | 35    | 35    | 35    | 35    | 35    | 34    | 32    | 34    | 34    | 32    | kiesett | 306      | 35.      |
| Rose-Lee Numa | Női laser radial | 44    | 42    | 40    | 44    | 40    | 39    | 38    | 43    | 44    | 43    | kiesett | 373      | 44.      |